# كوكو بانديكوت
كوكو بانديكوت هي شخصية خيالية في سلسلة ألعاب الفيديو كراش بانديكوت وهي الأخت الصغرى لكراش بانديكوت وكان أول ظهور لها في عام 1997، وهي تساعد أخاها وتسدي له النصائح ولديها حاسوب وقطة.